# Бот, Питер
Пи́тер Бот (нидерл. Pieter Both, 1568, Амерсфорт — 1615, Индийский океан) — первый генерал-губернатор Голландской Ост-Индии.

## Биография
О ранних годах жизни Питера Бота сведения отсутствуют. Известно, что в 1599 году он служил адмиралом в Брабантской компании. В том же году он отправился в Ост-Индию с четырьмя кораблями.
Когда Брабантская компания была преобразована в Голландскую Ост-Индскую компанию, Питер Бот был назначен на должность генерал-губернатора Голландской Ост-Индии, которая располагалась на территории современной Индонезии. Он занимал эту должность с 19 декабря 1610 года по 6 ноября 1614 года. Во время его пребывания на посту губернаторства были налажены торговые отношения с Молуккскими островами, завоеван остров Тидоре и отвоёван у испанцев остров Тернате.
В 1614 году Бот оставил свой пост, передав управление колонией Герарду Рейнсту, и с четырьмя кораблями отправился в Нидерланды. Два корабля, в том числе и тот, на котором находился Бот, затонули в Индийском океане, близ берегов Маврикия.

## Память
В честь Питера Бота названа вторая по высоте вершина Маврикия.